# Cryptocephalus binominis
Cryptocephalus binominis är en skalbaggsart som beskrevs av Newman 1841. Cryptocephalus binominis ingår i släktet Cryptocephalus och familjen bladbaggar.

## Underarter
Arten delas in i följande underarter:
- C. b. binominis
- C. b. rufibasis